# Церковь Воскресения Словущего (Ретяжи)
Церковь Воскресения Словущего (Воскресенская церковь, церковь Обновления храма Воскресения Христова) — православный храм Орловской епархии Русской православной церкви в селе Ретяжи Кромского района Орловской области. Построен в 1765 году. Объект культурного наследия России регионального значения

## История
В селе Ретяжи церковь существовала с XVII века, но была уничтожена пожаром. Часть икон из сгоревшего храма была передана в часовню деревни Червяк, входившей в состав прихода до 1847 года. В 1712 году на месте сгоревшей была построена новая деревянная церковь.
В XVIII века село Ретяжи принадлежало роду Лопухиных, которые поддерживали храм. В 1765 году на средства генерал-поручика Владимира Ивановича Лопухина (1703—1797) (отца виднейшего представителя русского масонства И. В. Лопухина) на месте деревянной церкви был возведён каменный храм. Так как Владимир Иванович ранее (в 1755 году) был обер-комендантом Киева, то построенный им в родовом селе храм имел сильное сходство с Андреевской церковью в Киеве, сооружённой по проекту Б. Ф. Растрелли. Построенный им храм был освящён 11 сентября 1765 года.
В 1845 году помещик Бутковский построил тёплый придел во имя святого Василия Великого, который был освящён 15 июля 1845 года. В 1872 году храм был отремонтирован, а в 1893 году трапезная была сделана тёплой.
22 ноября 1884 года в селе Ретяжи была открыта церковно-приходская школа. К 1886 году в школе обучалось 86 мальчиков, обучением занимались священник церкви Константин Синадский и бывший семинарист Николай Нецветаев. Известно, что её попечителем с 1888 года являлся дворянин Сергей Иванович Бонч-Бруевич, а с 1905 года был крестьянин Андрей Семенович Басов.
В 1933 году храм был закрыт советскими властями. Каменная колокольня, стоявшая отдельно от церкви, была разобрана на камни для плотины, строящейся на реке Ока в селе Короськово гидроэлектростанции. Здание же храма было передано конторе «Заготзерно» и использовалось в качестве зернохранилища, благодаря чему сохранилось. 25 апреля 1946 года, решением исполкома Орловского облсовета, церковь была признана памятником архитектуры.
В 2004 году начали реставрацию церкви. В ходе раставрации в церкви была установлена мозаика «Сошествие в ад» авторства орловского художника В. И. Карева (р. 1955). В 2009 году в храме возобновили церковные службы. 14 июля 2012 года освятили воссозданную колокольню.

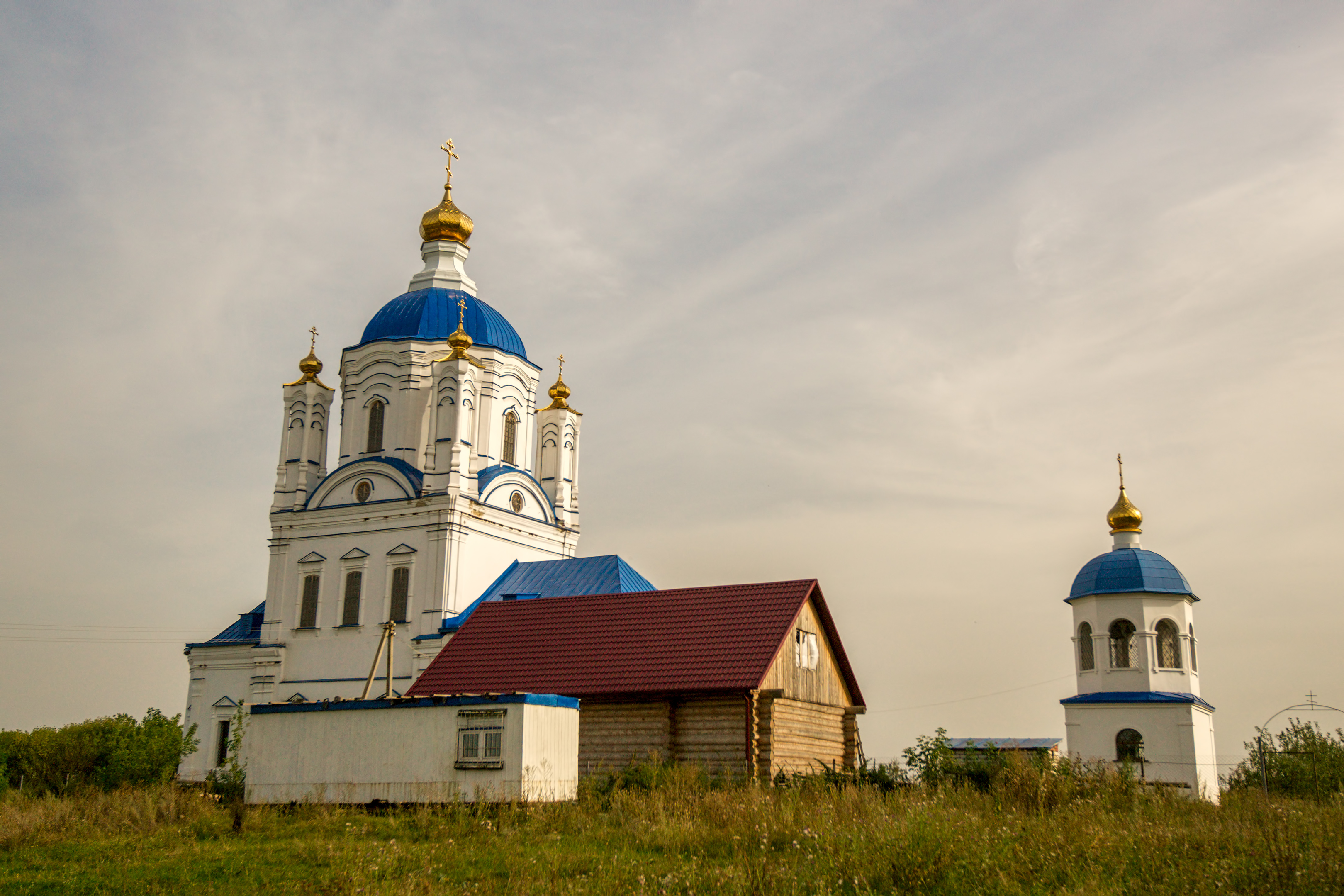
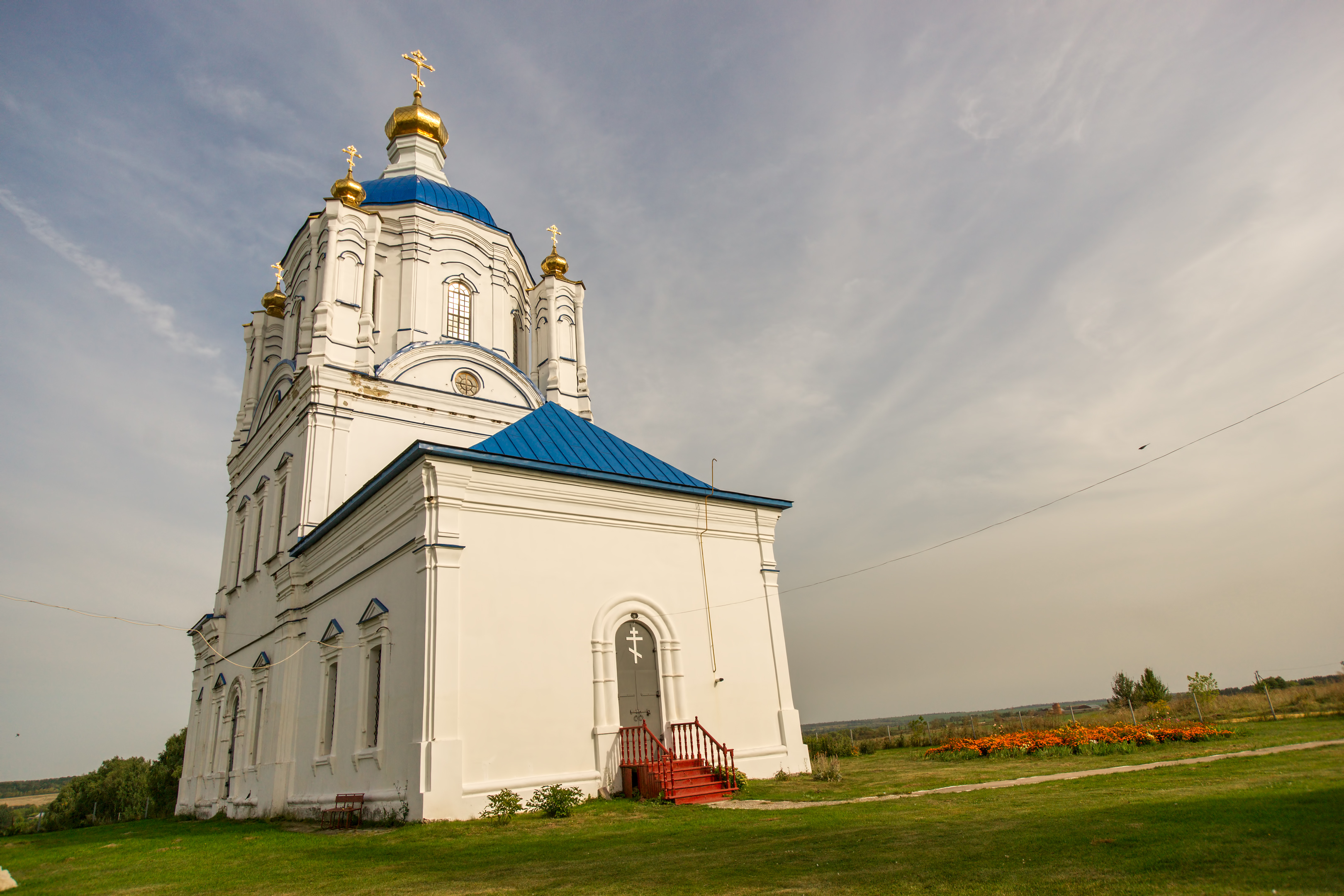
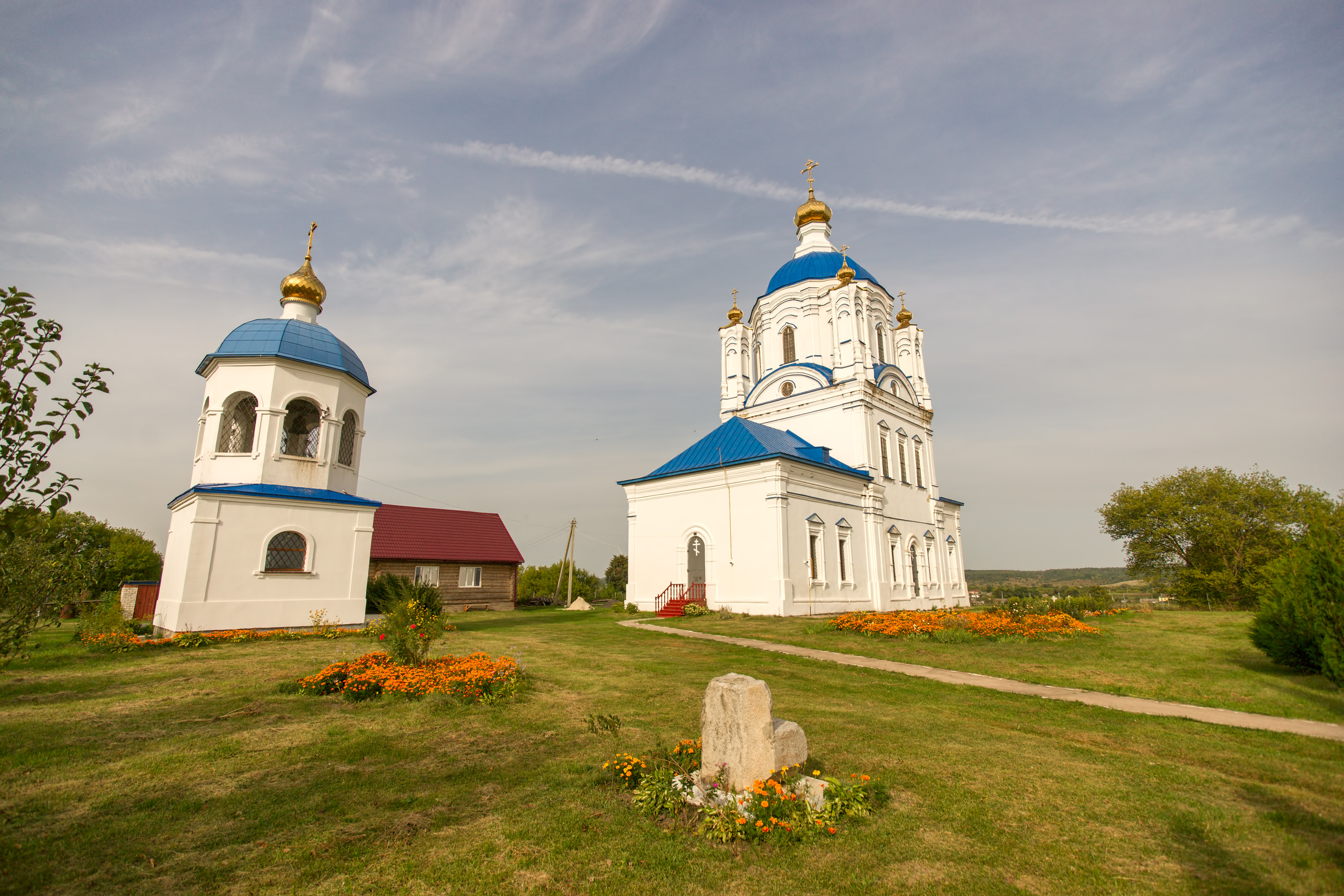
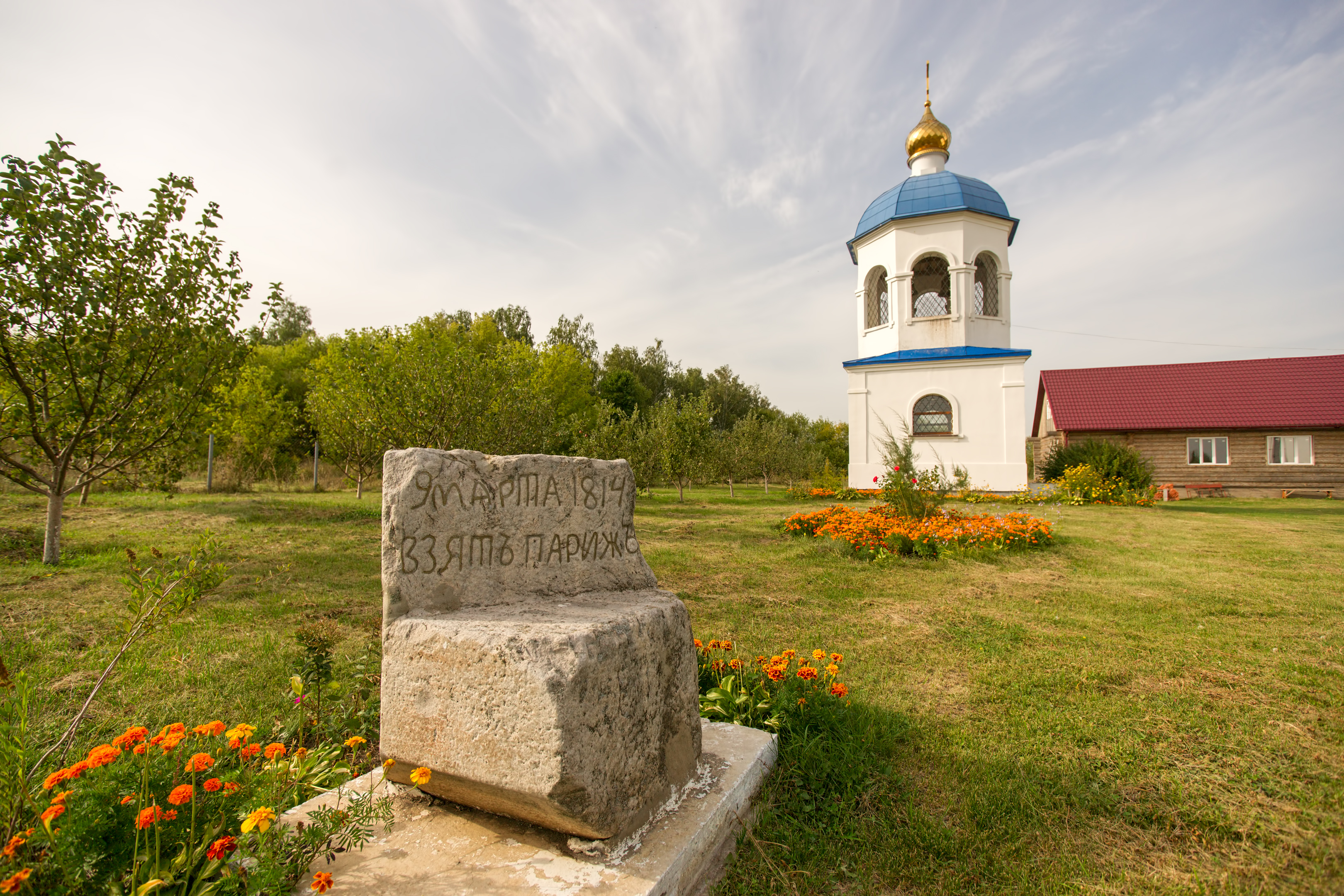
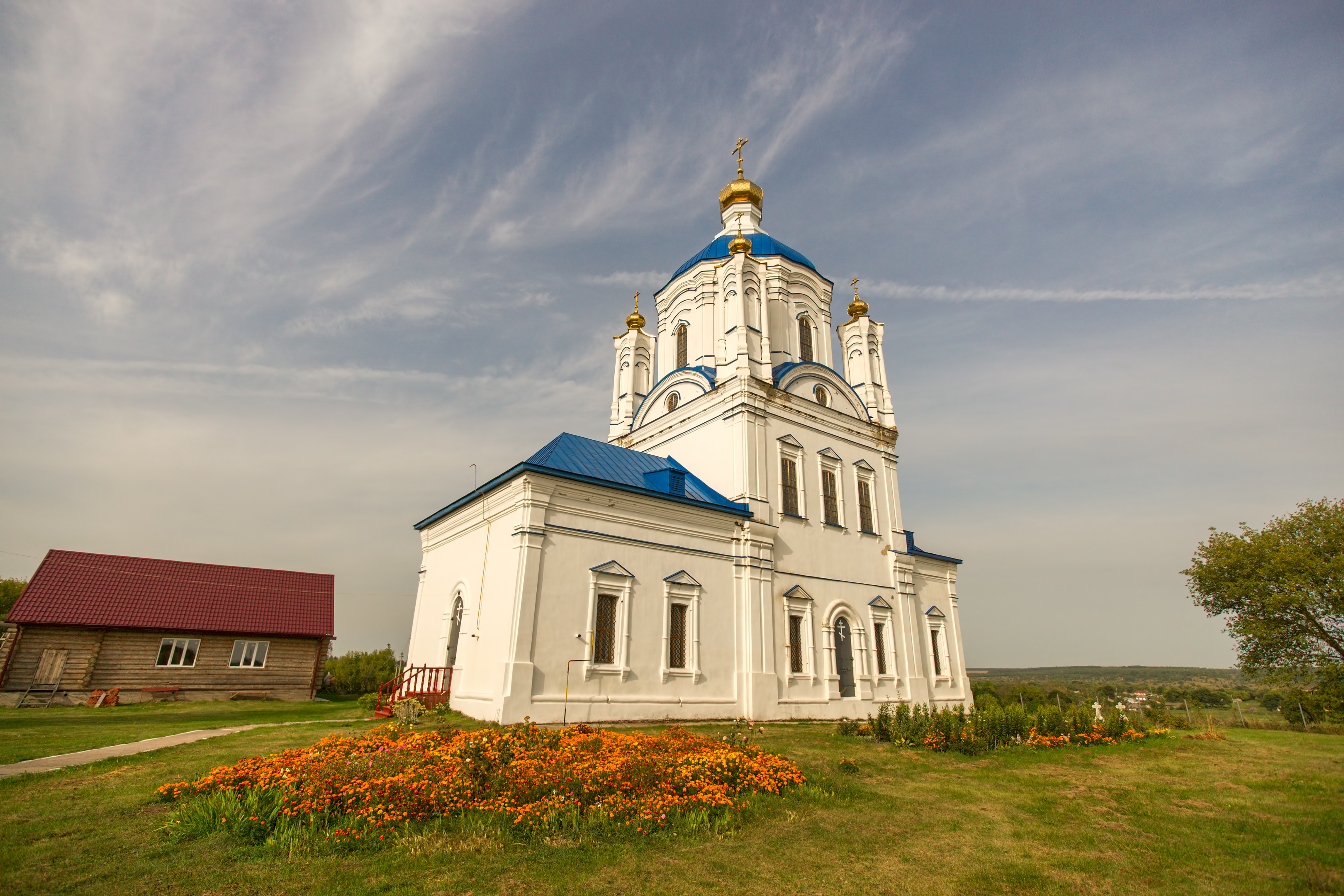

## Настоятели
Настоятелями храма являлись:
- Иоанн Нецветаев (1870-е)[11]
- Андрей Азбукин
- Константин Синадский (1880-е)[4]
- Василий Введенский
- Иоанн Воскресенский
- Пётр Давыдов
- Сергий Павлович Успенский (1892—1906)[12][13][14][15] — дед писателя А. Н. Яновского[16].
- Иоанн Стефанович Зернов (1906-после 1916)[17][18][19][20][21]
- Владимир Николаевич Патин (с 2009)